# ¡Maten a Chinto!
Pour plus de détails, voir Fiche technique et Distribution.
¡Maten a Chinto! (littéralement « tuez Chinto ! ») est un film mexicain d'Alberto Isaac sorti le 24 mai 1990.

## Fiche technique
- Réalisation et scénario : Alberto Isaac
- Assist. Réalisation : Sebastián Silva
- Production : Conacine, STPC, Jorge Jiménez P., : Alfredo Chavira
- Post-production : Claudio Isaac
- Coordination : Angel de la Peña
- Photographie : Jorge Stahl Jr.
- Image : Teodoro García
- Musique : Lucía Alvarez
- Montage : Carlos Savage
- Direction artistique : Rogelio Hernández Neri
- Décor : Enrique Bernal
- Maquillage : Lilia Palomino
- Son : Daniel García
- Montage sonore : Javier Patiño
- Genre : Action, drame et thriller
- Durée : 85 minutes
- Format : Eastmancolor
- Lieux de tournage : Manzanillo, Colima, Studios Churubusco Azteca (Mexique)
- Date de sortie : 24 mai 1990

## Distribution
- Pedro Armendáriz Jr. : Chinto Covián
- Héctor Ortega : Inés
- Eduardo López Rojas : Cmdte. Palancares
- Gerardo Quiroz : Rerré
- Lucy Reyna : Elena
- Mónica Moray : Pamela
- Xavier Massé : Consul Kraft
- Patricia Paramo : Ema
- Amelia Zapata : Tulitas
- Angel de la Peña : Blas
- Regino Herrera : Gen. Correa
- Alfredo Dávila : Jacome
- Alfredo Ramírez : Gato Chacón
- José A. Marroz : homme aveugle
- Ramiro Ramírez : Dr Rivas
- Bernabe Guerrero : Juan Quintero
- Jorge Rocha : Pacheco
- Genaro Zarate : Jonás